# USS Guitarro (SSN-665)
USS Guitarro (SSN-665) — американская атомная подводная лодка типа «Стерджен», названная именем гитарных скатов.

## История
Контракт на постройку подлодки выиграла компания Mare Island NSY из Вальехо, Калифорния в декабре 1964 года. Была заложена на стапеле 9 декабря 1965 года, спущена на воду 27 июля 1968 года.
15 мая 1969 года подлодка была пришвартована у пирса реки Napa River, вблизи Сан-Франциско, с целью калибровки некоторых приборов, для чего требуется заполнение водой носовых и кормовых балластных цистерн. Эта процедура должна выполняться двумя бригадами специалистов, действующих согласованно. Однако получилось так, что эти группы работали независимо друг от друга, и в результате их действий подлодка затонула прямо у пирса на глубине 10 метров, получив за это прозвище «Mare Island Mud Puppy». Подводную лодку подняли с грунта 18 мая 1969 года, доставленный ущерб по разным оценкам составил от 15 до 22 миллионов долларов США. Из-за этого был задержан срок сдачи подлодки, намеченный на 1970 год, и она была введена в строй 9 сентября 1972 года под командованием Гордона Ланджа.
Один из первых в мире пусков стратегической крылатой ракеты («Томагавк») был совершен в июне 1980 года с борта этой подводной лодки.
17 мая 1984 во время учебных стрельб вблизи Сан-Диего, лодка совершила аварийное всплытие из-за аварии в аккумуляторной батарее и передала открытым текстом «Всем кораблям! Пожар в аккумуляторном отсеке! Сломанное копьё!». При этом из открытых верхних люков поднимался дым. «Сломанное копьё» — это сигнал об аварии с участием ядерного оружия. Во время борьбы за живучесть лодкой были отстреляны все её 12 торпед. Дымящаяся подлодка в надводном положении проследовала на верфь «Мэр Айленд», оставаясь там в ремонте до 8 июня в связи с восстановлением и обновлением гидроакустических, навигационных и противопожарных систем.
4 октября 1990 года на подводную лодку состоялся запланированный визит персон из высших военных эшелонов: первый заместитель Министра обороны СССР, начальник Генерального штаба ВС СССР — Михаил Моисеев и председатель Объединённого комитета начальников штабов США — Колин Пауэлл осмотрели АПЛ.

GUITARRO (SSN-665) была списана на 29 мая 1992 года и исключена из морского регистра судоходства (англ. Naval Vessel Register) в этот же день. Пошла на слом по программе утилизации (англ. Ship-Submarine Recycling Program) атомных подводных лодок в Бремертоне, штат Вашингтон, закончившийся 18 октября 1994 года.